# Logo (tv-kanal)
 Denne artikel omhandler en amerikansk tv-kanal. For andre betydninger af ordet "Logo", se Logo (flertydig).
Logo er en amerikansk tv-kanal, der via kabel og satellit når ud til omkring 50 mio. amerikanske husstande. Kanalen er ejes af Paramount Media Networks, der også ejer bl.a. MTV og VH1. Kanalen blev lanceret i 2005 og var oprindeligt rettet mod LGBT-personer, men skiftede i 2012 fokus mod generelle kultur- og livsstilsprogrammer.
Tv-serierne på Logo omfatter RuPauls Drag Race, et realityshow der skal finde "USA’s næste dragsuperstjerne", 1 girl, 5 gays, et talkshow hvor en kvinde spørger fem bøsser om kærlighed og sex, og Be Good, Johnny Weir, en dokumentarserie om kunstskøjteløber Johnny Weirs liv. 
I 2016 blev Logo den første amerikanske tv-station, der viste Eurovision Song Contest live i USA.